# Tramwaje w Rzgowie
Tramwaje w Rzgowie – zlikwidowany fragment komunikacji tramwajowej aglomeracji łódzkiej łączący Łódź ze Rzgowem. 

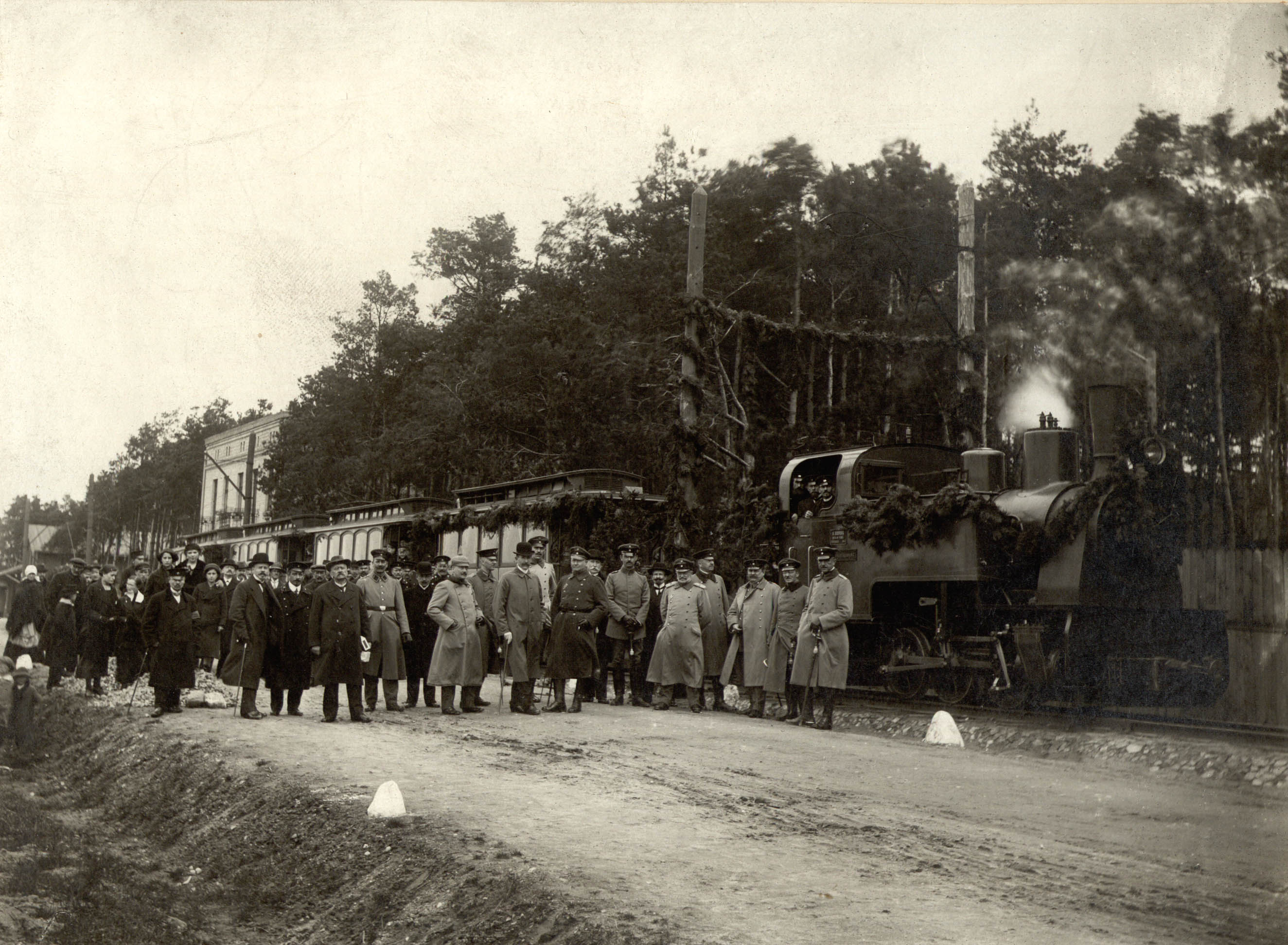
Otwarcie linii tramwajowej do Rzgowa i Tuszyna 18 kwietnia 1916 roku

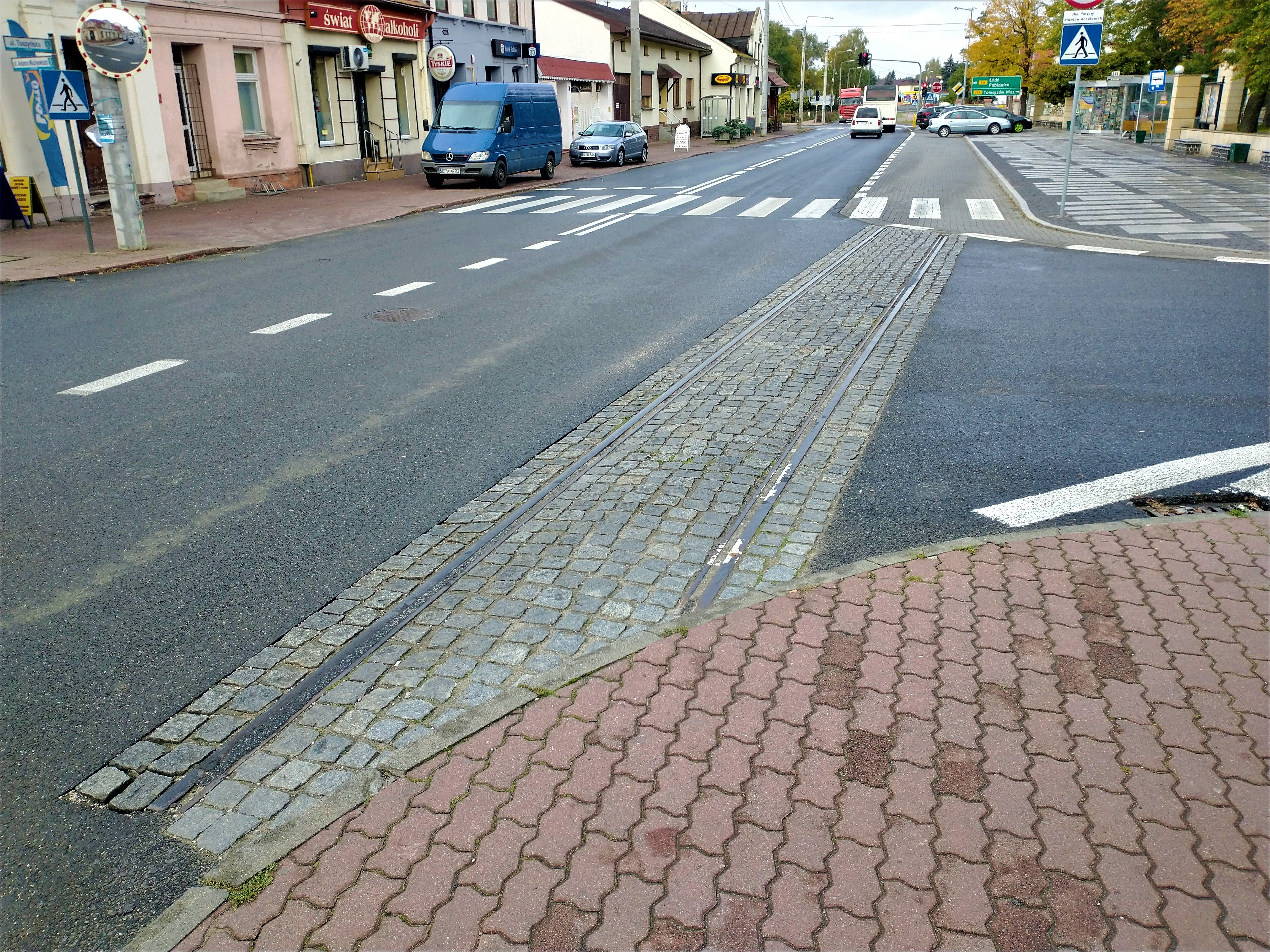
Pozostałości torowiska tramwajowego na Placu 500-lecia

Fragment sieci tramwajowej w mieście Rzgów został wybudowany w związku z budową linii tramwajowej do Tuszyna, którą oddano do użytku 16 kwietnia 1916 roku. W związku z pogarszającym się stanem odcinka do Tuszyna oraz planami budowy drogi dwupasmowej DK91 17 czerwca 1978 miał miejsce przejazd ostatniego tramwaju do Tuszyna po przejeździe którego wkrótce rozebrano fragment skracając sieć tramwajową do Rzgowa. Po transformacji ustrojowej w związku z trudną sytuacją i brakiem możliwości utrzymania sieci tramwajowej przez samorząd 1 kwietnia 1991 roku zawieszono połączenia tramwajowe, które przywrócono 1 stycznia 1992 roku, jednak 1 czerwca 1993 roku zakończono kursy tramwaju do Rzgowa, a następnie rozebrano całą linię.